# Би-би-си

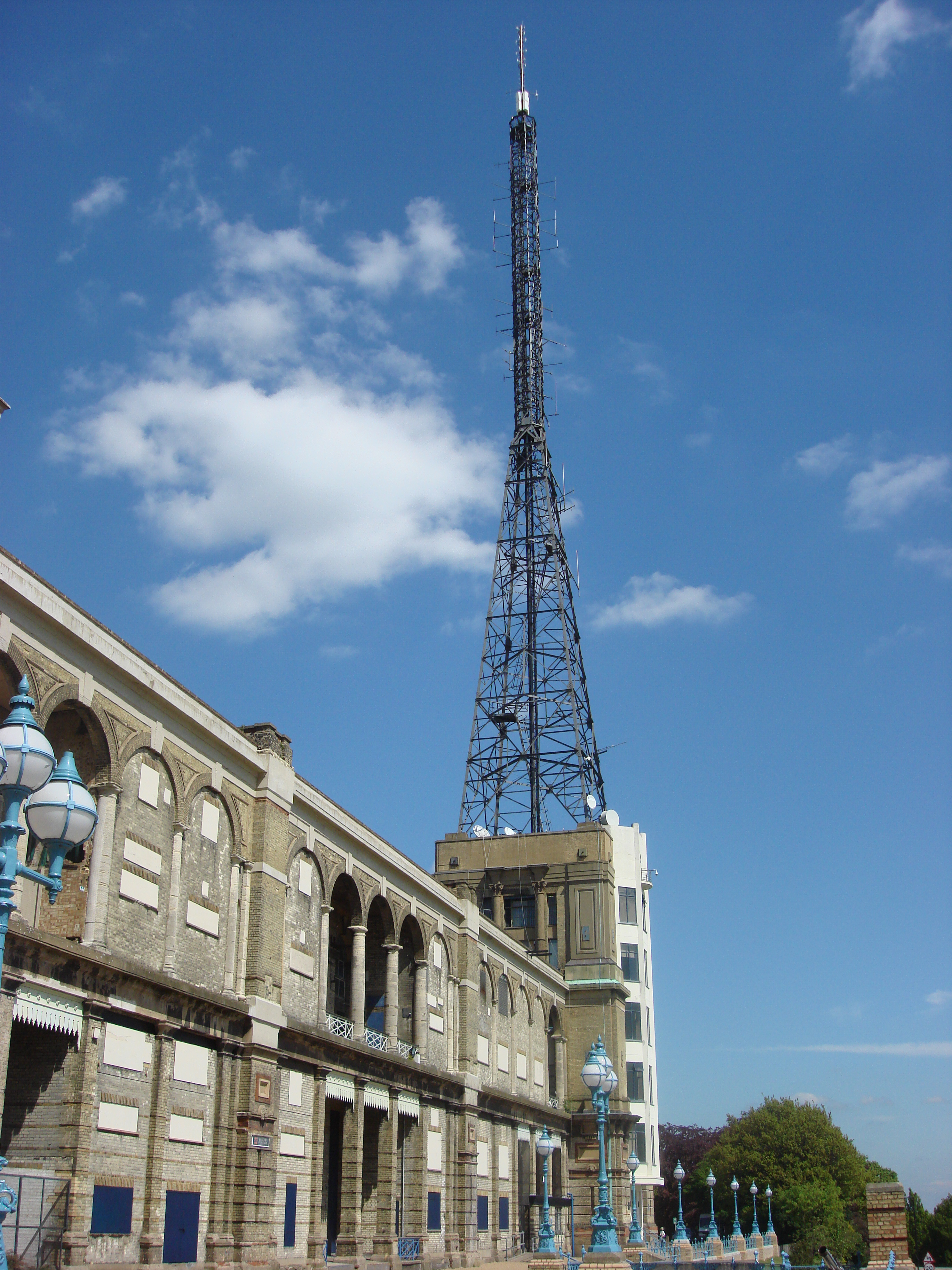
Телевышка Александра-паласа в Лондоне эксплуатируется Би-би-си с 1936 года

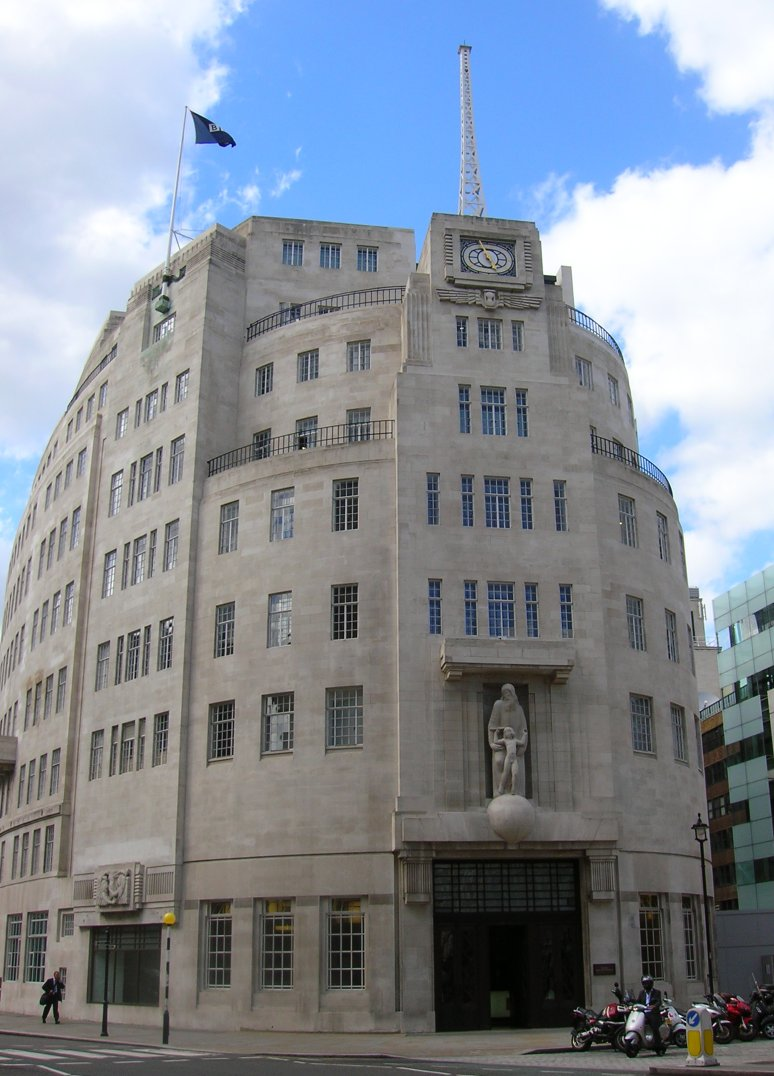
Аппаратно-студийный комплекс Радиотелецентра BBC, до 2015 года Аппаратно-студийный комплекс Радиодома BBC

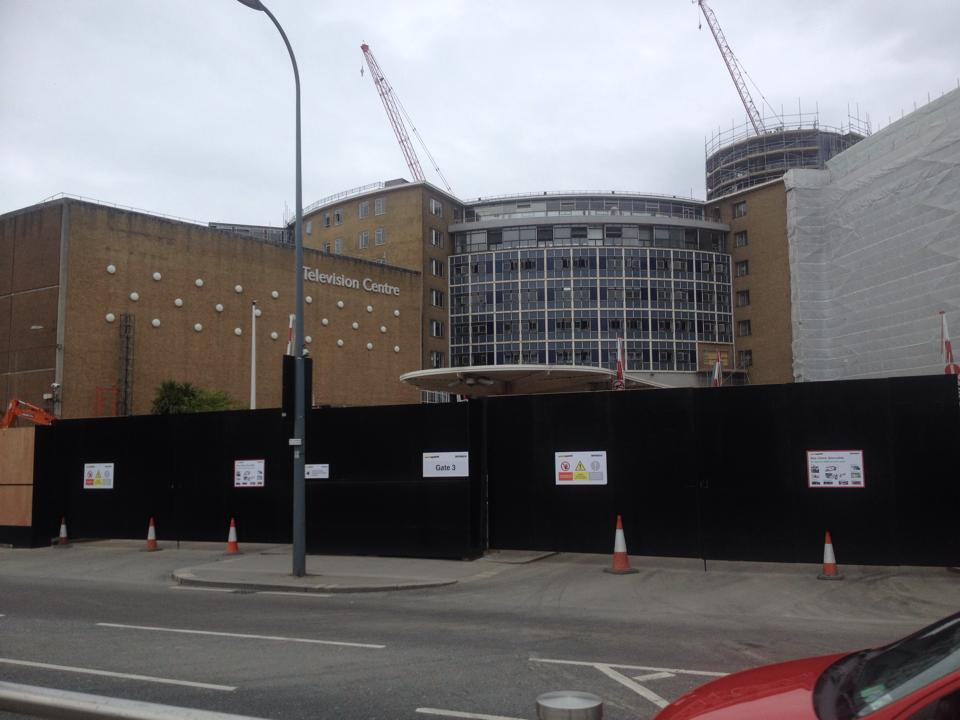
Аппаратно-студийный комплекс бывшего Телевизионного центра BBC

Британская вещательная корпорация (англ. British Broadcasting Corporation, BBC, Би-би-си) — британская статутная корпорация.

## История

Логотип BBC использовался с 1997 по 2021 год.

### Становление (1922—1945)
Создана 18 октября 1922 года как British Broadcasting Company (Британская вещательная компания) рядом частных корпораций — Marconi’s Wireless Telegraph Company (ещё 14 февраля 1922 года она в западном регионе на средних волнах запустила первую в Великобритании радиостанцию — 2MT, однако 17 января 1923 года она была закрыта), Metropolitan Vickers Electrical Company, Radio Communication Company, The British Thomson-Houston Company, The General Electric Company и Western Electric Company. В 1922—1924 годах BBC на средних волнах запустила ряд региональных радиостанций — 2LO в Лондоне (14 ноября 1922 года), 5IT в Западном Мидленде (15 ноября того же года), 2ZY в Северо-западной Англии (23 ноября), 5NO в Северо-восточной Англии (24 декабря), 5WA в Уэльсе (13 февраля 1923 года), 5SC в Шотландии (6 марта того же года), 2FL в Йоркшире и Хамбере (16 ноября), 5PY в Юго-западной Англии (28 марта 1924 года), 2BE в Северной Ирландии (16 сентября 1924 года) и 5NG в Восточной Англии (16 сентября того же года). 1 января 1927 года BBC была национализирована и переименована в British Broadcasting Corporation. 9 марта 1930 года BBC на длинных волнах запустила радиостанцию BBC National Programme, региональные радиостанции были объединены в BBC Regional Programme (регулярные программы транслировались с использованием передатчика в Brookmans Park); 19 декабря 1932 года радио BBC Empire Service начало вещание на коротких волнах для британских колоний, в 1939 году реорганизованную в группу иноязычных радиоблоков BBC Overseas Service (с 1 мая 1965 года BBC World Service), 26 марта 1946 года в её рамках был запущен радиоблок BBC Russian Service. С 1929 года использовался передатчик в Лондоне. Baird’s company запустила 2 августа 1932 года телевизионное производство. Экспериментальное телевещание велось при помощи электромеханической 30-строчной системы Бэрда. В 1934 году телевещание стало регулярным, хотя и ограниченным. В 1936 году вещание BBC на метровых волнах в стандарте разложения 405 строк запустила телеканал BBC Television Service (до запуска частной телесети ITV в 1955 году оставался единственным в стране телеканалом). До перерыва в вещании, вызванного Второй мировой войной, аудитория канала насчитывала 25—40 тыс. домов.

### Вторая мировая война и послевоенный период (1939—1955)
В 1939 году BBC National Programme была закрыта, на её частоте BBC запустила радиостанцию BBC Forces Programme (в 1944 году была переименована в BBC General Forces Programme), BBC Regional Programme была переименована в BBC Home Service. 29 июля 1945 году BBC вместо BBC General Forces Programme на его частоте запустила радиостанцию BBC Light Programme, в 1946 году со станции Александра-палас возобновил вещание BBC TV. В том же году BBC на длинных волнах запустила свой третий радиоканал — BBC Third Programme.
Традиционным позывным для всемирной службы вещания BBC была мелодия марша Lillibullero, для европейской службы вещания — Марш принца Датского.

### Запуск FM-радиовещания и цветного телевидения (1955—1991)
В докладе комитета по вещанию 1962 года было проведено сравнение двух телекомпаний, в результате BBC получила хорошие отзывы, а ITV подверглась жёсткой критике за качество программ. В итоге BBC разрешили открыть ещё один канал. BBC TV было переименовано в BBC1 в 1964 году, после запуска в ДМВ-диапазоне в стандарте PAL телеканала BBC2, третьего по рейтингу канала в Великобритании (вторым было ITV). Пожар на электростанции Battersea вызвал обширное отключение электроэнергии по Лондону, что отложило запуск канала, запланированный на 20 апреля 1964 года. Открытие канала проходило при свечах. BBC Two не показывал «мыльных опер» и обычных новостей. В 1967 году BBC Home Service был переименован в BBC Radio 4, BBC Light Programme в BBC Radio 2, BBC Третья программа — BBC Radio 3, в том же году BBC на частотах BBC Light Programme на средних волнах запустила свой четвёртый радиоканал — BBC Radio 1 (с 1987 года стала доступна также и на ультракоротких волнах), остальные три радиостанции вещали на ультракоротких волнах с 1955 года, одновременно 1967—1973 гг. корпорация запустила ряд региональных радиостанций: BBC Radio Sheffield, BBC Radio Leicester, BBC Radio Merseyside в 1967 году, BBC Radio Stoke, BBC Radio Leeds, BBC Radio Durham, BBC Radio Nottingham, BBC Radio Brighton (ныне BBC Sussex) в 1968 году, BBC Radio Manchester, BBC Radio Oxford, BBC Radio Solent, BBC Radio Kent, BBC Radio Bristol, BBC Tees, BBC WM, BBC Radio London в 1970 году, BBC Radio Derby, BBC Radio Humberside, BBC Radio Lancashire, BBC Radio Newcastle в 1971 году, BBC Radio Carlisle (ныне BBC Radio Cumbria) в 1973 году. 15 ноября 1969 года BBC запустила дубль телеканала BBC One в стандарте PAL.
8 октября 1973 года после запуска на средних волнах коммерческой радиостанции LBC (London Broadcasting Company — «Лондонская радиовещательная компания») первой радиостанции группы ILR (Independent Local Radio — «Независимое местное радио») BBC лишилась монополии на радиовещание. В 1974 году BBC представила первую систему телетекста Ceefax. В 1980 году BBC запустила региональные радиостанции . В 1981 году BBC запустила проект BBC Computer Literacy Project в результате которого компания Acorn Computers в том же году выпустила домашний компьютер BBC Micro (с программным обеспечением на языке BBC BASIC) который также мог через специальные приставки (Teletext Adapter и Prestel Adapter) ретранслировать Ceefax и Prestel, а в 1986 году был начат выпуск следующей модели домашних компьютеров — BBC Master. В 1980—1986 году BBC запустила новый ряд региональных радиостанций: BBC Radio Lincolnshire и BBC Radio Norfolk в 1980 году, BBC Radio Cambridgeshire, BBC Radio Northampton, BBC Radio Guernsey, BBC Radio Jersey в 1982 году, BBC Radio York, BBC Radio Cornwall, BBC Radio Devon в 1983 году, BBC Radio Bedfordshire (ныне — BBC Three Counties Radio) и BBC Radio Shropshire в 1985 году, BBC Essex в 1986 году, BBC Radio Gloucestershire, BBC Somerset в 1988 году, BBC Wiltshire, BBC Hereford and Worcester в 1989 году. В том же году была запущена система по передаче программного обеспечения через Ceefax — Telesoftware. В 1985 году вещание BBC1 в стандарте 405 строк было прекращено. В том же году работа Telesoftware была прекращена. 27 августа 1990 года BBC на средневолновых частотах BBC Radio 3 запустила радиостанцию BBC Radio 5, в 1996 году на средневолновых частотах BBC Radio 2 была запущена радиостанция BBC Asian Network.

### Запуск международной спутниковой платформы BBC (1991—1997)
4 июня 1987 года BBC через спутниковое телевидение запустил международный телеканал BBC TV Europe, 11 марта 1991 года он был переименован BBC World Service Television, 30 января 1994 года он был разделён на BBC World (с 21 апреля 2008 года BBC World News) и BBC Prime (11 ноября 2009 года BBC Entertainment, с 1 декабря 2004 года по 30 апреля 2006 года в направлении Японии на японском языке вещал аналогичный телеканал BBC Japan). В 1994 году корпорацией был зарегистрирован сайт «www.bbc.co.uk».

### Запуск цифровой платформы BBC (1997—2007)
В 1997—1998 годах BBC через спутниковое телевидение запустил ряд телеканалов — BBC News (9 ноября 1997 года), BBC Choice (23 сентября 1998 года с 9 февраля 2003 года BBC Three), BBC Knowledge (1 июня 1999 года, с 2 марта 2002 года BBC Four), CBBC (11 февраля 2002 года). 15 ноября 1998 года запущены цифровые эфирные дубли всех эфирных и спутниковых каналов BBC в стандарте DVB-T. В 2002 году BBC запустила ряд радиостанций в формате DAB— BBC Radio 5 Live Sports Extra (2 февраля), BBC Radio 6 Music (11 марта), BBC Radio 1Xtra (16 августа), BBC Radio 7 (15 декабря; ныне — BBC Radio 4 Extra).

### Запуск HD-платформы BBC (с 2007)
1 декабря 2007 года BBC в стандарте разложения 1080i на 102 канале запустил телеканал BBC HD. 2 декабря 2009 года был запущен дубль BBC HD в стандарте DVB-T2. 3 ноября 2010 года BBC в стандарте 1080i на 101 канале запустил телеканал BBC One HD. 24 октября 2012 года прекратили вещание эфирные аналоговые дубли всех телеканалов BBC. 13 февраля 2013 года BBC HD был переименован в BBC Two HD.
Всемирная служба Би-би-си с 2007 года прекратила радиопередачи на 10 языках. Сэкономленные средства пошли на создание нового телеканала на арабском языке. Сокращения этого года коснулись в основном радиоредакций, вещающих на страны Центральной Европы — были закрыты болгарская, венгерская, греческая, польская, словацкая, словенская, хорватская и чешская службы. Кроме этого закрыто вещание на казахском и на тайском языках. Также сокращено радиовещание в Бразилии (сайт Бразильской службы Би-би-си сохранился) и интернет-вещание на хинди. Все эти преобразования планировалось завершить к марту 2006 года. Продолжался рост телевизионного иновещания. 11 марта 2008 года BBC запустило международный спутниковый арабоязычный канал BBC Arabic Television, в 2009 году его вещание стало круглосуточным. 14 января 2009 года BBC запустило международный спутниковый персоязычный канал BBC Persian Television. В 2011 году, в связи с сокращением бюджета компании, была полностью прекращена работа албанской, македонской и сербской служб BBC. Также закрылись службы, выпускавшие программы для стран Карибского региона на английском языке и для стран Африки — на португальском. Семь служб отказались от радиовещания, продолжив работу в интернете. Среди них — русская, азербайджанская и украинская службы Би-би-си. Последний радиоэфир украинской и русской служб BBC состоялся 29 апреля 2011 года. 29 февраля 2012 года корпорация отмечала 90-летний юбилей начала международного вещания. В 2005 году корпорация зарегистрировала страницу на сайте «youtube.com» «BBC», в 2006 году — «BBC News» и «BBC Persian», в 2007 году — «BBC News Русская служба», «BBC Urdu» и «BBC News Brasil», в 2008 году — «BBC News Mundo» и «BBC News Tiếng Việt», в 2009 году — «BBC News Arabic», «BBC News Türkçe» и «BBC News Hindi», в 2010 году — «BBC News Hausa», в 2011 году «BBC News Україна», «BBC News Indonesia» и «BBC Pashto», в 2013 году — «BBC News Swahili», в 2015 году — «BBC News Bangla»
С приходом на пост премьер-министра консерватора Бориса Джонсона начался его конфликт с BBC. В своей избирательной программе на 2019 год политик сообщал о планах рассмотреть вопрос об отмене лицензионного сбора BBC, в дальнейшем он и его соратники устраивали бойкоты вещателя и обвиняли его в необъективном освещении деятельности правительства. В январе 2021 года министр культуры от консервативной партии Надин Доррис сообщила о намерении отменить лицензионный сбор BBC в 2027 году и заморозить финансирование вещателя на следующие два года.

## Логотип
Относительно долгое время Би-би-си обходилась без постоянного логотипа. В 1936 году, когда началось телевизионное вещание, перерывы между передачами заполнялись с помощью разных тестовых карт или простых надписей. В 1953 году Абрам Геймз нарисовал логотип в духе того времени, который получил прозвище «крылья летучей мыши» (англ. Bat's wings). В центре логотипа помещался вращающийся земной шар, а для Би-би-си в Шотландии в центре поместился лев.
Дольше всего использовалась идея логотипа, появившегося на экранах 30 сентября 1963 года. Диктор произносил слова «вы смотрите телевидение Би-би-си» (англ. «This is BBC Television»), и в это время на фоне вращающегося земного шара появлялись наклонные буквы «BBC tv».
В 1997 году буквы выровнялись, остались только два цвета: чёрный и белый; также шрифт был заменен на Гилл Санс. В этом видна связь с 1932 годом, когда разработчик этого шрифта Эрик Гилл был ключевым скульптором в работе над проектом Дома вещания Би-би-си.

## Финансирование и управление

### Управление
Хартия Би-би-си, в которой определяются задачи, роль и структура корпорации, впервые вступила в силу в 1927 году. Она обновляется каждые 10 лет. Возглавляется Советом директоров BBC (BBC Trust; до 2007 года — Board of Governors), состоящим из 12 попечителей (Trustee), назначаемых монархом по предложению Кабинета министров, исполнительный орган — Исполнительный совет (Executive Board), назначаемый Советом директоров, высшее должностное лицо — генеральный директор BBC (Director-General of the BBC), назначаемый Советом директоров, который по должности является главным редактором (BBC Editor-in-Chief). BBC является второй в мире по количеству сотрудников (около 20 тыс. человек).

### Финансирование
Учреждение финансируется:
- в 1992—2002 гг. — Главным почтовым управление Великобритании за счёт средств от абонемента;
- с 2002 года — компанией «Капита» (Capita plc), за счёт средств от абонемента собираемого со всех британских подданных владеющих телевизорами, а также любыми устройствами, позволяющими просматривать видеосигнал в режиме реального времени, включая мобильный телефон. Ежегодно эта сумма составляет 2,8 млрд фунтов (почти 5,4 млрд долларов; в 2005 году — 7,205 млрд долл.). Ежегодный бюджет ВВС — 3,7 млрд фунтов стерлингов[28].

### Производственные структуры и мероприятия
- Дирекция новостей и текущих вопросов (BBC News)
- Дирекция телевидения (BBC Television)
- Дирекция радио и музыки (BBC Radio)
- Дирекция спорта (BBC Sport)
- Дирекция погоды (BBC Weather)
- Дирекция телефильмов (BBC Films)
- Дирекция всемирной программы (BBC World Service)
- Дирекция художественного оформления (BBC Design & Engineering)
- Архив BBC (BBC Archives)

Музыкальное производство для BBC осуществляет Симфонический оркестр Би-би-си, Концертный оркестр Би-би-си и Симфонический хор Би-би-си. Является организатором музыкального фестиваля BBC Proms, а также опросов Sound of… и Спортсмен года по версии BBC.
Филиалы
- (до 2000-х гг.)
  - «Би-би-си Норт-Уэст» (BBC North West) — филиал корпорации в области Северо-Западная Англия, был расположен в Манчестере;
  - «Би-би-си Норт-Эст» (BBC North East) — филиал корпорации в области Северо-Восточная Англия, был расположен в Ньюкасле;
  - «Би-би-си Сут» (BBC South) — филиал корпорации в области Юго-восточная Англия, был расположен в Саутгемптоне;
  - «Би-би-си Сут Вест» (BBC South West) — филиал корпорации в области Юго-Западная Англия, был расположен в Плимуте;
  - «Би-би-си Уэст» (BBC West) — филиал корпорации в области Юго-Западная Англия, был расположен в Бристоле;
  - «Би-би-си Мидленд» (BBC Midlands) — филиал корпорации в области Мидленд, был расположен в Бирменгеме;
  - «Би-би-си Норт» (BBC North) — филиал корпорации в области Йоркшир и Хамбер, был расположен в Лидсе;
  - «Би-би-си Эст» (BBC East) — филиал корпорации в области Восточная Англия, был расположен в Норвиче;
  - «Би-би-си Скотланд» (BBC Scotland) — филиал корпорации в Шотландии, был расположен в Глазго;
  - «Би-би-си Кимру Уэльс» (BBC Cymru Wales) — филиал корпорации в Уэльсе, был расположен в Кардифе;
  - «Би-би-си Нортерн Айрлэнд» (BBC Northern Ireland) — филиал корпорации в Северной Ирландии, был расположен в Белфасте.
- (с 2000-х гг.)
  - BBC East
  - BBC East Midlands
  - BBC London
  - BBC North East and Cumbria
  - BBC North West
  - BBC South
  - BBC South East
  - BBC South West
  - BBC West
  - BBC West Midlands
  - BBC Yorkshire
  - BBC Yorkshire and Lincolnshire
  - BBC Scotland
  - BBC Cymru Wales
  - BBC Northern Ireland

### Дочерние компании
- «Би-би-си Студио» (BBC Studios) — организация, осуществляющая подготовку тематических телепередач, учреждена в 2015 году, является миноритарным акционером BBC Books — организации, публикующей книги по мотивам телепередач и телефильмов снятых по заказу BBC;
- «Би-би-си Уорлдвайд» (BBC Worldwide) (в 1979—1995 годах — BBC Enterprises) — организация, осуществляющая запись на лазерные диски (ранее — на видеокассеты) телефильмов, телесериалов и телешоу произведённых по заказу корпорации. В 2018 году ликвидирована путём присоединения к BBC Studios;
- «Би-би-си Студиоворкс» (BBC Studioworks) — организация, осуществляющая постпроизводство телефильмов и телесериалов снятых по заказу корпорации. Учреждена в 1998 году как «Би-би-си Ресурсес», с 2009 года — «Би-би-си Студия энд постпродакшн».

### Аудитория
Общее число всех слушателей, входящих во Всемирную службу отделений, превышает 150 миллионов человек. На 1999 год аудитория Русской службы BBC составляла 6 миллионов человек в неделю, в СССР большой популярностью пользовалась информационная программа «Глядя из Лондона» и комментарии дня Анатолия Максимовича Гольдберга, а также − музыкальная программа Севы Новгородцева.

### Штаб-квартира
Вещание ведётся из Лондонского радиотелецентра (до 2013 года — Лондонского радиодома), до 2013 года телевизионное вещание велось из Лондонского телецентра, радиовещание из Лондонского радиодома, также корпорации располагает областными радиотелецентрами в Норвиче, Ньюкасле, Саутгемптоне, Плимуте, Бристоле, Бирменгеме, Лидсе, Манчестере, Глазго, Кардифе и Белфасте.

## Телеканалы и радиостанции
BBC принадлежат два эфирных и три кабельных/спутниковых/цифровых телеканала в Великобритании, пять аналоговых и пять цифровых радиостанций, несколько интернет-сайтов, около 40 журналов.

### Общенациональные телеканалы общей тематики
Внутри Великобритании Би-би-си имеет более 20 различных телеканалов.
- BBC One — информационно-развлекательный телеканал (три выпуска новостей в будни), имеет региональные вставки:
  - (Восточная Англия)
    - BBC One East

  - (Большой Лондон)
    - BBC One London

  - (Северо-Восточная Англия)
    - BBC One North East & Cumbria

  - (Северо-Западная Англия)
    - BBC One North West

  - (Юго-Восточная Англия)
    - BBC One South East

  - (Юго-Западная Англия)
    - BBC One South
    - BBC One South West
    - BBC One West

  - (Западный Мидленд)
    - BBC One West Midlands

  - (Йоркшир и Хамбер)
    - BBC One East Midlands
    - BBC One Yorkshire & Lincolnshire
    - BBC One Yorkshire

  - (Северная Ирландия)
    - BBC One Northern Ireland

  - (Шотландия)
    - BBC One Scotland

  - (Уэльс)
    - BBC One Wales
- BBC Two — развлекательно-информационный телеканал (один выпуск новостей в будни)

Доступны во всех регионах Великобритании через эфирное (цифровое (DVB-T) на ДМВ, ранее — аналоговое (PAL) на ДМВ, BBC One также и на МВ), кабельное, спутниковое телевидение, IPTV на первых двух каналах, а также через Интернет.

### Региональные телеканалы
- BBC Alba — информационно-развлекательный телеканал для Шотландии на гэльском языке

Доступен через те же источники в Шотландии

### Международные телеканалы
До 2002 года телевизионное иновещание BBC было представлено телеканалами BBC World и BBC Prime, в 2002—2007 гг. наряду с ними вещал BBC Food, в 2007 году к ним были добавлены BBC Lifestyle и BBC Knowledge, а BBC Food был закрыт.
- BBC World News — международный информационный англоязычный телеканал, благодаря своему охвату являющийся самым популярным телеканалом Би-би-си[источник не указан 3862 дня]
- BBC Arabic Television — международный информационный арабоязычный телеканал
- BBC Persian Television — международный информационный телеканал на фарси

Доступны во всём мире через международное спутниковое телевидение (цифровое (DVB-S), ранее — аналоговое (PAL) на СМВ) и Интернет (потоковое вещание на сайте и видеоролики на youtube), в странах-адресантах могут ретранслироваться через кабельное и IPTV, в отдельных странах через эфирное телевидение.

### Тематические общенациональные телеканалы
- BBC Three — молодёжный канал
- BBC Four — культурно-образовательный канал
- CBBC — детский канал
- CBeebies — детский канал
- BBC News — информационный канал
- BBC Parliament — парламентский канал

Доступны во всех регионах Великобритании через эфирное (цифровое DVB-T на ДМВ), кабельное, спутниковое телевидение, IPTV, а также через Интернет.

### Общенациональные радиостанции общей тематики
Радиовещание осуществляется по 14 различным радиостанциям, передающим новости, радиопостановки, спорт, музыку разных стилей и направлений.
- BBC Radio 1 — молодёжная
- BBC Radio 2 — музыка
- BBC Radio 3 — культура
- BBC Radio 4 — общая
- BBC Local Radio — сеть региональных радиостанций, часть эфирного времени ретранслируют программы Radio 5 Live
  - (Регион Восточная Англия)
    - BBC Essex (вещает на 765 СВ)
    - BBC Radio Cambridgeshire
    - BBC Radio Norfolk
    - BBC Radio Northampton
    - BBC Radio Suffolk
    - BBC Three Counties Radio (вещает на 630 СВ), до 1993 года «BBC Radio Bedfordshire»

  - (Регион Восточный Мидленд)
    - BBC Radio Derby
    - BBC Radio Leicester
    - BBC Radio Nottingham

  - (Большой Лондон)
    - BBC Radio London (94.9 FM)

  - (Регион Северо-восточная Англия)
    - BBC Newcastle
    - BBC Radio Cumbria, до 1982 года — «BBC Radio Carlisle»
    - BBC Tees, до 2007 года «BBC Radio Cleveland», до 1974 года — «BBC Radio Teesside»

  - (Регион Северо-западная Англия)
    - BBC Radio Lancashire
    - BBC Radio Manchester
    - BBC Radio Merseyside (1485 СВ)

  - (Регион Юго-Восточная Англия)
    - BBC Radio Berkshire
    - BBC Radio Oxford
    - BBC Radio Solent (999 СВ)
    - BBC Radio Kent, до 1983 года — «BBC Radio Medway»
    - BBC Surrey, до 2009 года — «BBC Southern Counties Radio»
    - BBC Sussex, до 1983 года — «BBC Radio Brighton»

  - (Регион Юго-Западная Англия)
    - BBC Radio Cornwall
    - BBC Radio Devon
    - BBC Radio Bristol
    - BBC Radio Gloucestershire
    - BBC Somerset
    - BBC Wiltshire

  - (Регион Западный Мидленд)
    - BBC WM, до 2009 года — «BBC Radio Birmingham»
    - BBC Coventry & Warwickshire, до 2005 года — «BBC Radio Warwickshire»
    - BBC Hereford and Worcester
    - BBC Radio Shropshire
    - BBC Radio Stoke

  - (Регион Йоркшир и Хамбер)
    - BBC Radio Leeds (103.9 FM)
    - BBC Radio Sheffield (88.6; 104.1; 1035)
    - BBC Radio York
    - BBC Radio Humberside
    - BBC Radio Lincolnshire

  - (Гернси)
    - BBC Radio Guernsey

  - (Джерси)
    - BBC Radio Jersey
- BBC Radio 5 Live — информационная (вещает на 693, 774, 909 СВ)

Доступны во всех регионах Великобритании через эфирное радиовещание (цифровое (DAB+) на МВ и аналоговое на УКВ (УКВ CCIR), BBC Radio 4 также на 198 ДВ (в Северной Ирландии также на СВ), BBC Radio 5 Live совместно с частью радиостанций BBC Local Radio также на СВ (ранее — все)), эфирное (цифровое (DVB-T) на ДМВ), кабельное, спутниковое телевидение, IPTV, а также через Интернет.

### Региональные радиостанции
- BBC Radio Scotland (810 СВ)
- BBC Radio nan Gàidheal — 222.064 (11D), вещание в «цифре» DAB+

Доступны через те же источники в Шотландии
- BBC Radio Wales (657 и 882 СВ)
- BBC Radio Cymru

Доступны через те же источники в Уэльсе
- BBC Radio Ulster
- BBC Radio Foyle

Доступны через те же источники в Северной Ирландии

### Международные радиостанции
Вещает на 28 языках, включая английский. Главная резиденция Всемирной службы, Буш-хаус, получил своё название от построившего его Ирвинга Буша, владельца нью-йоркской компании Bush Terminal и одного из родственников бывшего президента Соединённых Штатов Джорджа Буша.
- BBC Afrique (вещает на французском языке)
- BBC Hausa
- BBC Somali Service
- BBC Bangla

Доступны в Африке через эфирное радиовещание (аналоговое на КВ и УКВ (УКВ CCIR)), спутниковое телевидение (цифровое (DVB-S) на СМВ, ранее — аналоговое (PAL) на СМВ) и Интернет.
- BBC Persian
- BBC Arabic
- BBC Pashto
- BBC O'zbek
- BBC Sinhala
- BBC Tamil

Доступны в Азии через эфирное радиовещание (аналоговое на КВ), спутниковое телевидение (цифровое (DVB-S) на СМВ, ранее — аналоговое (PAL) на СМВ) и Интернет.
- BBC World Service (1296 СВ, вещание в цифровом формате DRM)
- BBC Gahuza (вещает на руанда)
- BBC Swahili
- BBC Nepali
- BBC Indonesia

Доступны в Африке (BBC World Service также в Европе) через эфирное радиовещание (цифровое DRM) (BBC World Service на английском языке) и аналоговое в Берлине, Праге, Тиране, Вильнюсе, Риге, англоязычных странах Африки на УКВ (УКВ CCIR)), спутниковое телевидение (цифровое (DVB-S) на СМВ, ранее — аналоговое (PAL) на СМВ) и Интернет.
- BBC Hindi
- BBC Urdu

Доступны в Азии через спутниковое телевидение (цифровое (DVB-S) на СМВ, ранее — аналоговое (PAL) на СМВ) и Интернет, ранее — эфирное радиовещание (аналоговое на КВ).

### Тематические общенациональные радиостанции
- BBC Radio 6 Music — джаз и блюз
- BBC Radio 1Xtra — поп-музыка
- BBC Radio 5 Live Sports Extra — спорт
- BBC Radio 4 Extra — программы прошлого
- BBC Asian Network — радиовещание для иммигрантов, на:
  - хинди
  - урду
  - пенджаби
  - бенгали
  - гуджарати

Доступны во всех регионах Великобритании через эфирное радиовещание (цифровое (DAB) на МВ) эфирное (цифровое (DVB-T) на ДМВ), кабельное, спутниковое телевидение, IPTV, а также через Интернет.

### Телетекст
- BBC Red Button

### Мультимедиа
- Сайт bbc.com, разделы News (новости), Sport (новости спорта), TV (программа передач, потоковое вещание всех телеканалов и video on demand), Radio (программа передач, потоковое вещание всех радиостанций и audio on demand) и др., с 4 марта 2022 года на территории России блокируется[38] по решению Роскомнадзора за «целенаправленное размещение на систематической основе информационных материалов, содержащих лживую информацию относительно сущности специальной военной операции на территории Украины, её форме, способах ведения боевых действий (атаки на мирное население, удары по объектам гражданской инфраструктуры), количественных потерях Вооруженных Сил РФ и жертвах среди мирного населения»[39].
- Страницы на youtube
  - (Всемирный уровень)
    - Страница BBC на youtube на английском (анонсы), страницы радиостанций, страница телеканала BBC Three
    - Страница BBC News на английском языке (новостные репортажи)
    - Страница CBBC
    - Страница CBeebies
    - Страница BBC Sport
    - Страница BBC Music
    - Страница BBC Food
    - Страница BBC Worldwide и страницы телеканалов BBC Earth, BBC Brith и BBC America

  - (Восточная Европа)
    - BBC Ukrainian
    - BBC Russian Service

  - (Юго-западная Азия)
    - BBC Türkçe
    - BBC Azərbaycanca
    - BBC Arabic
    - BBC Persian
    - BBC Pashto

  - (Средняя Азия)
    - BBC O'zbek
    - BBC Кыргыз

  - (Южная Азия)
    - BBC Hindi
    - BBC Urdu
    - BBC Bangla

  - (Юго-восточная Азия)
    - BBC Cantonese (на китайском языке)
    - BBC Tiếng Việt (вьетнамском языке)
    - BBC Indonesia

  - (Африка)
    - BBC Hausa
    - BBC Swahili

  - (Америка)
    - BBC Mundo (вещает на испанском языке)
    - BBC Brasil
- Страница BBC News, страницы иновещательных служб в facebook.
- Страница BBC, страница BBC Bews, страницы иновещательных служб в twitter.

## Программы
- BBC News at Ten — главная информационная программа BBC One
- Newsnight — информационная программа BBC Two
- BBC News at Six — вечерний видеожурнал
- BBC News at One — дневной выпуск новостей
- BBC Breakfast — утренний видеожурнал
- BBC London News — областная информационная программа
- BBC Look North — областная информационная программа
- BBC North West Tonight — областная информационная программа
- BBC East Midlands Today — областная информационная программа
- BBC Midlands Today — областная информационная программа
- BBC Look East — областная информационная программа
- BBC Points West — областная информационная программа
- BBC South East Today — областная информационная программа
- BBC South Today — областная информационная программа
- BBC Spotlight — областная информационная программа
- BBC Wales Today — областная информационная программа Уэльса на английском языке
- BBC Newyddion — областная информационная программа Уэльса на валлийском языке
- BBC Reporting Scotland — областная информационная программа Шотландии на английском языке
- BBC An Là — областная информационная программа Шотландии на шотландском языке
- BBC Newsline — областная информационная программа Северной Ирландии

## Документальные телесериалы BBC
- BBC воскресенье: Ночной театр[англ.] (Великобритания, 1950—1960)
- BBC: 80 чудес света (Великобритания, с 2005)
- BBC Аттила[англ.] (Великобритания, Греция, 2008)
- BBC: Бермудский треугольник (Великобритания, 1999—2001)
- BBC: Борьба за жизнь (Великобритания, 2007)
- BBC Брачные игры в мире животных[англ.] (Великобритания, 1999)
- BBC Великие географические открытия[англ.] (Великобритания, 2006)
- BBC: Величайшие явления природы (Великобритания, США, 2009)
- BBC: Возвышение человечества (Великобритания, 1973)
- BBC: Вокруг света с Майклом Пейлином (Великобритания, 1997)
- BBC Всемирная история живописи[англ.] (Великобритания, 1996)
- BBC Генеалогическое древо Иисуса Христа[англ.] (США, 2005)
- BBC Глазами животных[англ.] (Великобритания, 2004)
- BBC: Голубая планета (Великобритания, 2001)
- BBC Джунгли[англ.] (Великобритания, 2003)
- BBC: Дикая Австралазия (Великобритания, 2003)
- BBC: Дикая Африка (Великобритания, 2001)
- BBC: Дикие Карибы (Великобритания, 2007)
- BBC: Дикий Китай (Великобритания, 2008—2009)
- BBC Дорога на войну[англ.] (Великобритания, 1989)
- BBC Древние затерянные города[англ.] (Великобритания, 2006)
- BBC: Жизнь в микромире (Великобритания, 2005)
- BBC: Жизнь млекопитающих (Великобритания, 2002—2003)
- BBC: Жизнь птиц (Великобритания, 1998)
- BBC: Жизнь с холодной кровью (Великобритания, 2008)
- BBC: Жизнь (Великобритания, 2009)
- BBC Идеальные убийцы[англ.] (Великобритания, 2000)
- BBC Иисус: Истинная история[англ.] (Великобритания, 2001)
- BBC: История Земли (Великобритания, 1998)
- BBC: Как искусство сотворило мир (Великобритания, США, 2005)
- BBC Кельты[англ.] (Великобритания, 1987)
- BBC Кошмары дикой природы[англ.] (Великобритания, 1995)
- BBC: Нацизм: Предостережение истории (Великобритания, 1999)
- BBC: Новая Европа с Майклом Пейлином (Великобритания, 2007)
- BBC: От полюса до полюса с Майклом Пейлином (Великобритания, 1992)
- BBC Планета Земля[англ.] (Великобритания, 2006)
- BBC: Планеты (Великобритания, 1999)
- BBC По странам и континентам. Индонезия[англ.] (Великобритания, 1999)
- BBC: Прогулки с монстрами. Жизнь до динозавров (Великобритания, 2005)
- BBC Прогулки с морскими чудовищами[англ.] (Великобритания, 2003)
- BBC: Прогулки с пещерным человеком (Великобритания, 2003)
- BBC: Путешествие человека (Великобритания, 2009)
- BBC Рассказы о животных[англ.] (Великобритания, 2008)
- BBC: Сахара с Майклом Пейлином (Великобритания, 2002)
- BBC Сверхчеловек[англ.] (Великобритания, 2002)
- BBC Секреты Рейха. Тайны нацизма[англ.] (Великобритания, 1998)
- BBC Секреты ядерного оружия[англ.] (Великобритания, 2007)
- BBC Силы природы[англ.] (Великобритания, 2002)
- BBC Сражение в Атлантике[англ.] (Великобритания, 2002)
- BBC Сражения Второй мировой войны[англ.] (Великобритания, 2001)
- BBC: Тело человека (Великобритания, 1998)
- BBC: Тигр: Шпион джунглей (Великобритания, 2008)
- BBC: Троя (Великобритания, 1985)
- BBC: Цивилизация (Великобритания, 1969)
- BBC: Частная жизнь шедевров (Великобритания, 2003)
- BBC Чувства человека[англ.] (Великобритания, 2003)
- BBC Чудеса Иисуса[англ.] Великобритания, 2006)
- BBC Чудовища прошлого[англ.] (Великобритания, Германия, 2003)
- BBC Эволюция жизни[англ.] (Великобритания, 2005)
- BBC Эти загадочные животные[англ.] (Великобритания, 2002)

## Цифровая платформа BBC

### Цифровое телевидение BBC
- Мультиплекс BBC A: BBC One, BBC Two, BBC Three, BBC Four, CBBC, CBeebies, BBC News
- Мультиплекс BBC B: BBC One HD, BBC Two HD, BBC Three HD, CBBC HD

### Цифровое радио BBC
- Мультиплекс BBC National DAB: BBC Radio 1, BBC Radio 2, BBC Radio 3, BBC Radio 4, BBC Radio 5 Live, BBC Radio 6 Music

## Факты

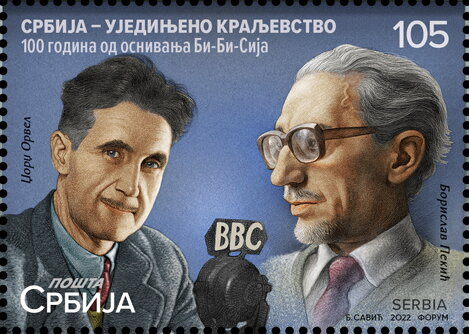
100 лет со дня основания BBC, Почта Сербии, 2022

- По воспоминаниям Олега Гордиевского, уроки английского для сотрудников КГБ СССР традиционно начинались с прослушивания новостей Всемирной службы, из которых предварительно были удалены все потенциально антисоветские элементы[40].
- 8 мая 2006 года в прямой эфир выпуска новостей BBC в качестве эксперта попал случайный человек (Гома, Гай). Этот случай BBC впоследствии не стала скрывать, превратив безработного в звезду телеэкранов[значимость факта?].
- В 2005 году радиоведущий Русской службы Би-би-си Сева Новгородцев стал кавалером Ордена Британской империи. Эту награду в Букингемском дворце ему вручила лично королева Елизавета II за выдающиеся заслуги в радиожурналистике[41][42].
- В 1986 году Би-би-си совместно с несколькими компаниями создала «новую Книгу Страшного суда» (BBC Domesday Project) — мультимедийный проект, призванный зафиксировать память о Великобритании этого времени.
- В 2022 году Почта Сербии выпустила почтовую марку, посвящённую к столетию со дня основания BBC